# Sami Saksio
Sami Petteri Saksio, numera Sami Sax född den 28 april 1969 i Posio, är en finländsk före detta friidrottare som tävlade i spjutkastning.
Saksio vann det finska seniormästerskapet i Villmanstrand 1997. Han tillhörde inte favoriterna men i hans första försök kastade han karriärens längsta kast 84,26 och vann överraskade tävlingen. Segern gav honom en plats i det finska laget vid VM i Aten där han blev utslagen i kvalet. Han vann silver vid finska mästerskapet 2001 med 80,95 och avslutade spjutkarriären 2002.
Han dömdes 2005 i Uleåborgs tingsrätt till åtta månaders villkorligt fängelsestraff för grovt häleri. 

## Personlig rekord
- Spjutkastning:  84,26 Villmanstrand 20 juli 1997